# Nej tak
Nej tak er en betegnelse for nogle retningslinjer om god markedsføringsskik ved omdeling af adresseløse forsendelser. Aftalen om retningslinjerne er indgået 1. oktober 2013 af Forbrugerombudsmanden, Brancheforeningen af Danske Distributionsvirksomheder, distributører, annoncører, avisudgivere, Dansk Erhverv, Dansk Industri, Forbrugerrådet, med flere. Aftalen afløste en tidligere aftale om retningslinjer for omdeling af adresseløse forsendelser fra 21. december 2011.
Nej tak retningslinjer omfatter to muligheder for at afvise forsendelser.

## Reklamer nej tak
Ved tilmelding til reklamer nej tak-ordningen fravælges reklametryksager, mens der fortsat modtages telefonbøger, lokale vejvisere, aftenskolekataloger mv., aviser og andre skrifter.

## Reklamer og gratisaviser nej tak
Ved tilmelding til reklamer og gratisaviser nej tak-ordningen fravælges udover reklametryksager også telefonbøger, lokale vejvisere, aftenskolekataloger mv., samt aviser og andre skrifter.
Ved tilmelding til denne ordning kan der på adressen alene forventes omdelt offentligt informationsmateriale mv.